# Терло
Те́рло — село в Хыровской городской общине Самборского района Львовской области Украины.
Расположено на берегу реки Стрвяжа в 30 км от города Старый Самбор и в 6 км от железнодорожной станции Старжава на линии Самбор — Старжава. До областного центра г. Львов — 120 км.
Через село проходит автодорога Терло — Самбор. Население — 926 человек.

## История
Первое упоминание о с. Терло относится к 1415 году. Ранее разделялось на две части на Терло Рустикальное и Терло Шляхецкое. Согласно историческим данным Терло ранее находилось на р. Стрвяж, но после нападения татар жители переселились на восток от реки в более безопасное место между гор, в лес. Половина жителей села относила себя к шляхте и пользовалась фамилией Терлецкие с придомками: Заневичи, Петриловичи, Осиповичи, Олехновичи. Некоторое время принадлежало семье Шептицких, а затем — графа Мнишека.

## Достопримечательности
- Церковь Рождества Пресвятой Богородицы УАПЦ (1874 г.)
- Церковь УГКЦ (2005 г.).